# Колодница (озеро)
Колодница (укр. Колодниця) — озеро, расположенное в Черниговском районе Черниговской области, на левом берегу реки Десна между сёлами Соколовка и Самойловка. Площадь — 0,5 км². Тип общей минерализации — пресное. Происхождение — речное (старица). Группа гидрологического режима — сточное.

## География
Длина 4 км, ширина до 100 м, площадь 0,5 км², глубина до 5 м. На севере примыкает озеро Подлесное, куда впадает река Махнея. Затем вытекает река Махнея и впадает в Десну. Имеет дугообразную форму с ответвлением в восточной части, где впадает приток Махнеи Вовк. Местами сильно сужается. Берега преимущественно правые пологие, покрытые преимущественно луговой растительностью, в южной части — лесом (доминирование дуба). Берега левые обрывистые без пляжей высотой 2-3 м.
Температура воды летом +19 °C на глубине 0,5 м от дна. Зимой замерзает. Прозрачность воды до 1,2 м. Дно песчаное.
Воду используют для сельскохозяйственных нужд. Колодница и её берега — место отдыха, рыболовства, охоты.

## Флора и фауна
На берегах озера растёт тростник обыкновенный, рогоз широколистный, роголистник погружённый, встречаются реликтовые (сальвиния плавающая) и насекомоядные (жирянка обыкновенная) растения.
В водах озера водятся карась, окунь, плотва и другие рыбы. В прибрежных зарослях гнездятся камышовка, крачка болотная.